# Theaterkerk Hemels
Theaterkerk Hemels is een theaterkerk en multifunctioneel gebouw in het Noord-Hollandse dorp Twisk. Het gebouw betreft het kerkgebouw van de voormalige Nederlands hervormde kerk van Twisk. De toren en de rest van het gebouw hebben allebei een (afzonderlijke) status als rijksmonument.

## Geschiedenis
Het kerkgebouw werd gebouwd in de 14e eeuw, maar het exacte bouwjaar is onbekend. De oudste vermelding van het gebouw dateert uit 1395 en komt uit het archief van de Dom van Utrecht.
Eind 2017 verkocht de protestantse gemeente (die het pand in bezit had) het kerkgebouw vanwege een sterk teruglopend aantal kerkbezoekers. Het kerkgebouw werd gekocht door een echtpaar die het pand een herbestemming gaven als theaterkerk en multifunctioneel gebouw waarin tevens overnacht kan worden. Sindsdien draagt het pand de naam 'Theaterkerk Hemels'.

## Afbeeldingen

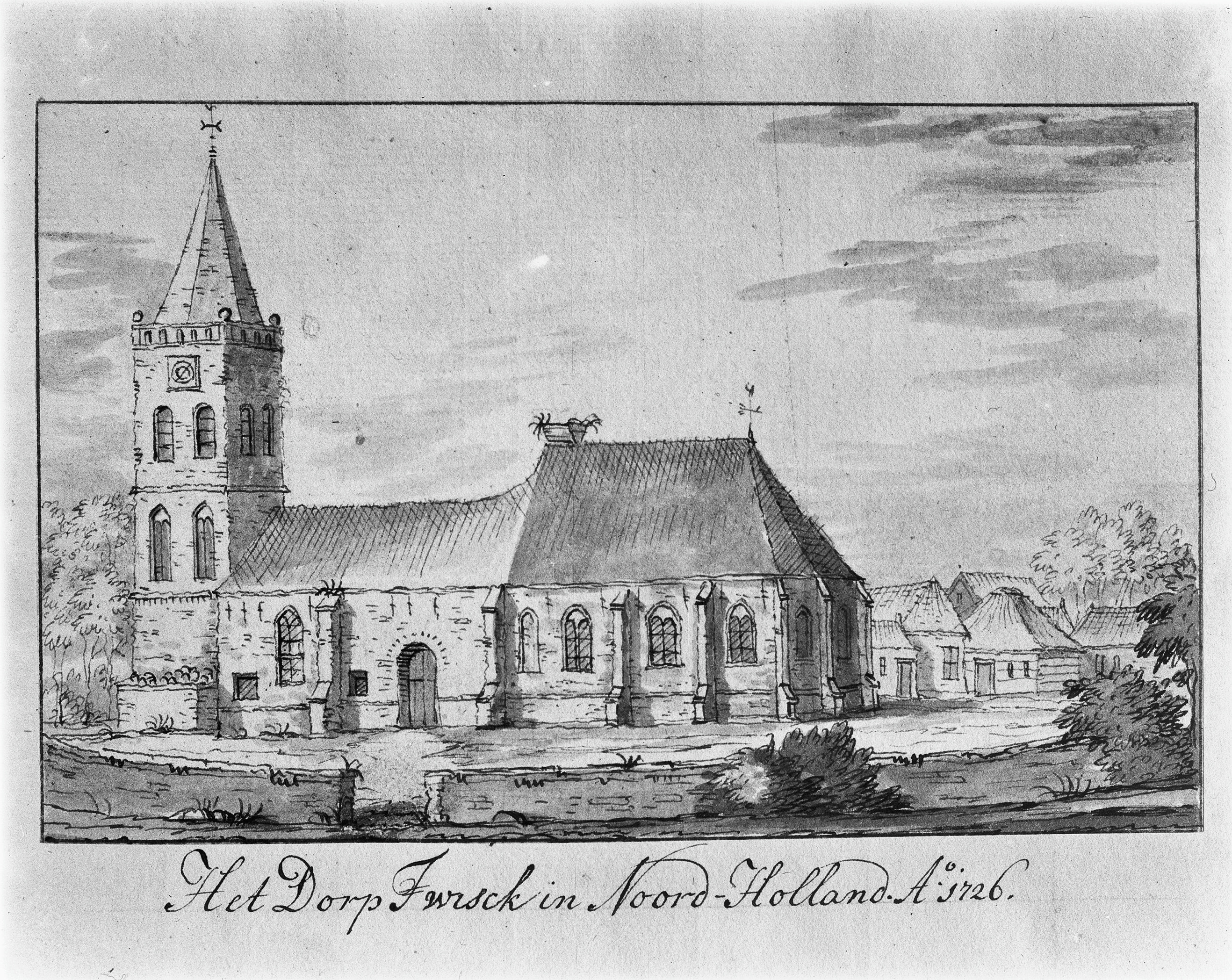
Tekening uit 1949
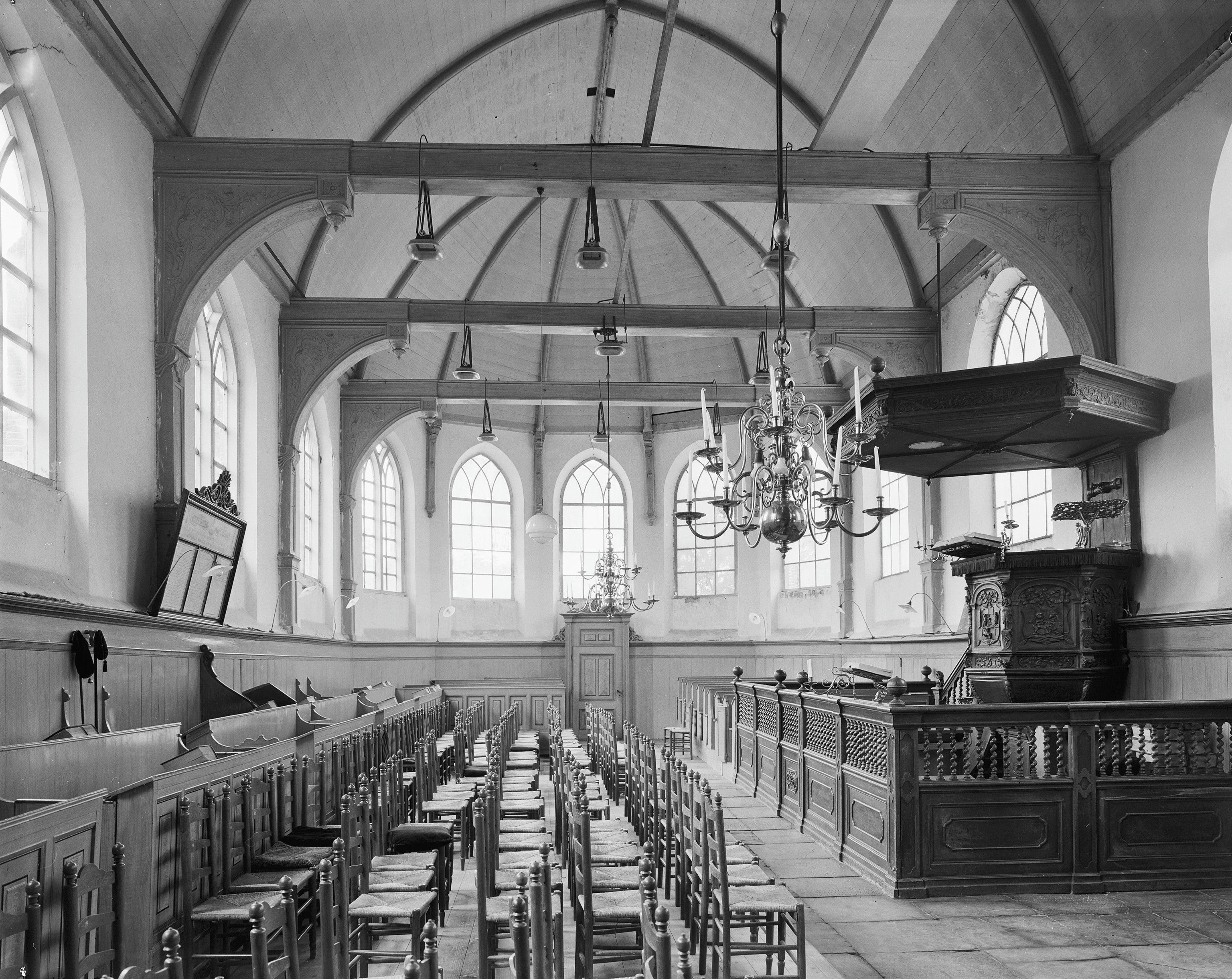
Kerkmeubilair (1963)
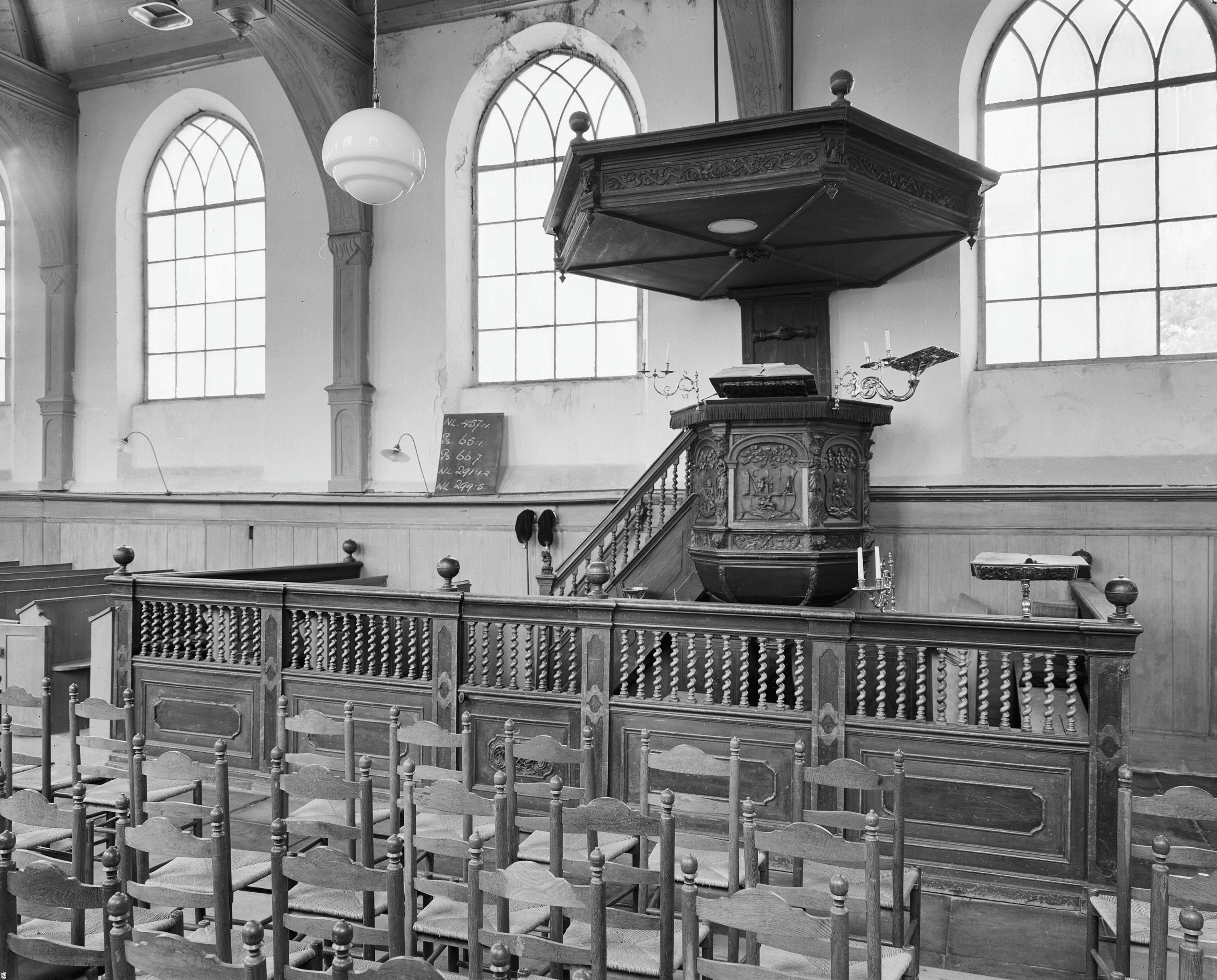
Kansel en dooptuin (1975)
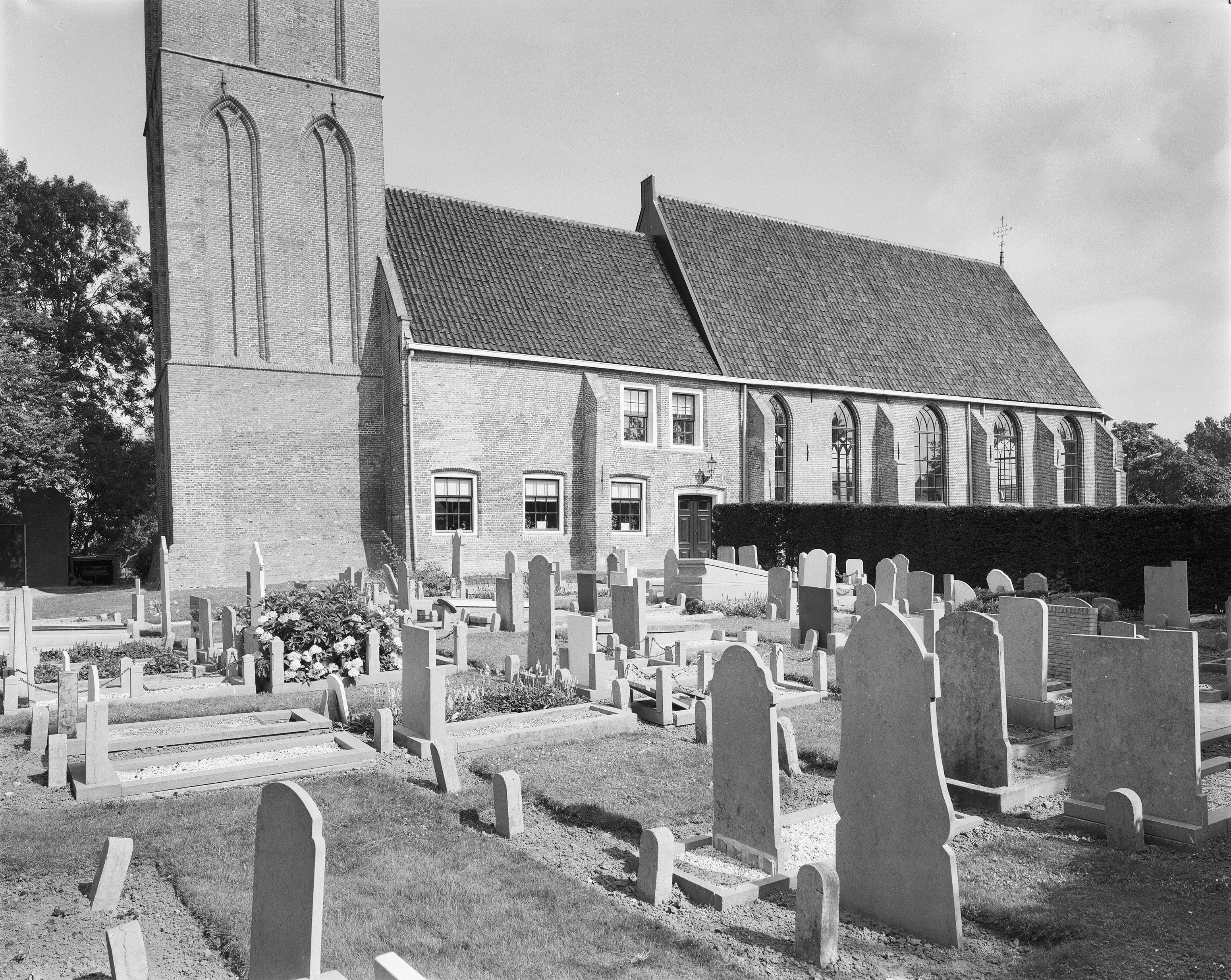
Zuidgevel en kerkhof (1981)